# 南亞鴇
南亞鴇（學名：Ardeotis nigriceps），又名大印度鴇或黑冠鷺鴇，是分布於印度及巴基斯坦東部的鴇。牠們受到失去棲息地的威脅。

## 特徵
南亞鴇是陸禽，頸部及腳都很長，身體呈褐色及白色。牠們站立時高約1米，雄鳥長1.22米及重8-14.5公斤，雌鳥長92厘米及重3.5-6.75公斤。雄鳥及雌鳥外觀上相似，但雄鳥的毛色呈較深的沙黃色。頭頂黑色，有冠。雌鳥較雄鳥細小，頭及頸都不是純白色，未必有胸部斑紋。

## 行為
南亞鴇於3月至9月繁殖，雄鳥於此時會脹大及向雌鳥示愛。雄鳥會豎起尾巴到背上，摺曲頸部，並發出很深及很急的叫聲。
南亞鴇是一夫多妻制的。雌鳥每年只會生一蛋，約需27天來孵化，雄鳥並不會參與任何孵化或餵養雛鳥的工作。牠們會在開揚的地上築巢，故鳥蛋經常受到其他動物的破壞。雛鳥會與母鳥一同生活，直至下一個繁殖季節到來。雄鳥於繁殖季節是獨居的，而其他時間則會組成群落。

## 分佈棲息地
南亞鴇棲息在乾旱至半乾旱的草原，長滿高草及針刺叢林，但會避開灌溉地區。牠們分佈在印度的拉賈斯坦邦、卡納塔克邦、馬哈拉施特拉邦及中央邦。

## 食性
南亞鴇是雜食性的，主要吃甲蟲、草蜢、種子及地上的堅果。

## 保育狀況
南亞鴇的數量估計少於1000隻。其主要威脅是因灌溉而失去棲息地。一些群落遷徙至巴基斯坦後受到捕獵的影響。牠們已經消失於中央邦的卡若拉（Karera）保護區。

## 外部連結
- Arkive
- BirdLife Species Factsheet （页面存档备份，存于）
- 南亞鴇的相片及映片